# خواهران شکوفه
خواهران شکوفه (انگلیسی: Blossom Sisters؛‏ کره‌ای: 민들레 가족) یک مجموعه محصول تلویزیونی کره جنوبی سال ۲۰۱۰ با بازی سونگ سون می، مایا، لی یون جی، جونگ چان، جونگ وو، کیم دونگ ووک، یو دونگ گون و یانگ می کیونگ است. این مجموعه از ۳۰ ژانویه تا ۲۵ ژوئیه ۲۰۱۰، روزهای شنبه و یکشنبه ساعت ۱۹:۵۵ (کی‌اس‌تی) از ام‌بی‌سی برای ۵۰ قسمت پخش شد.

## بازیگران

### خانواده پارک
- یو دونگ گون در نقش پارک سانگ گیل، پدر
- یانگ می کیونگ در نقش کیم سوک کیونگ، مادر
- سونگ سون می در نقش پارک جی وون، بزرگ‌ترین دختر
- مایا در نقش پارک می وون، دختر میانی
- لی یون جی در نقش پارک هه وون، کوچک‌ترین دختر
- جونگ چان در نقش مین میونگ سوک، شوهر جی وون
- جونگ وو در نقش کیم نو شیک، دوست پسر می وون که با او زندگی می‌کند
- بک جین کی در نقش کیم یونگ یی، پسر می وون

### خانواده لی
- کیم کی سوب در نقش لی هیو دونگ، پدر
- کیم دونگ ووک در نقش لی جه ها، پسر
- اوه یونگ شیل در نقش لی جه کیونگ، دختر
- هونگ هاک پیو در نقش گونگ بیونگ گو، شوهر جه کیونگ

### سایر بازیگران
- لی می یونگ در نقش لی پیل نام
- کیم جونگ مین در نقش جونگ ته هوان
- جونگ ئه ری در نقش یون سون هی
- اوه جونگ سه در نقش جه هون/جِی
- لی بیونگ ووک در نقش جونگ سونگ جه، رئیس دپارتمان
- کیم کیونگ هوا در نقش کیم، لیدر تیم
- مِنگ چانگ جه در نقش چوی جین مو
- ایم هیون سونگ در نقش جونگ پیل
- جون این تک
- شیم یانگ هونگ